# Boris Tovornik
Boris Tovornik, slovenski inženir elektrotehnike, univerzitetni profesor, * 1947, Maribor, Slovenija

## Življenje in delo
Diplomiral je leta 1974 na Fakulteti za elektrotehniko Univerze v Ljubljani. Leta 1984 je magistriral, doktoriral pa leta 1991, oboje na Fakulteti za elektrotehniko, računalništvo in informatiko (FERI) Univerze v Mariboru.
Svoje strokovno in znanstveno delovanje je posvetil področju avtomatizacije procesov, kjer je avtor in soavtor več strokovnih in znanstvenih člankov.
Bil je vodja Laboratorija za procesno avtomatizacijo in predstojnik Inštituta za avtomatiko na FERI (Univerza v Mariboru).
Je ustanovni član Društva avtomatikov Slovenije (DAS) in njegov predsednik od 2006 do 2010. Od leta 1999 je predsednik Slovenske konference avtomatikov AIG (Avtomatizacija v industriji in gospodarstvu). Od 2014 do 2018 je bil predsednik Zveze inženirskih društev Maribor. Med letoma 1997 in 2004 je bil urednik revije RIA (Računalništvo, Informatika, Avtomatika).